# Momoiro Clover Z
Momoiro Clover Z (ももいろクローバーZ Momoiro Kurōbā Zetto?, bokstavligt "Rosa klöver Z") är en japansk idolgrupp, bildad 2008. Gruppens namn är ofta förkortat till Momoclo (ももクロ Momokuro?), eller bara MCZ. Till en början hette gruppen endast Momoiro Clover, men i och med att Akari Hayami lämnade gruppen under tårfyllda omständigheter den 10 april 2011 ändrades namnet till Momoiro Clover Z.
De har sjungit titelspår för flera kända animeserier, såsom Sailor Moon Crystal, Pokémon och Dragon Ball Z: Ressurection 'F'. De har även haft samarbeten med flera andra framstående artister, såsom Kiss, Marty Friedman och Shigeru Matsuzaki.
Gruppen är känd för sina intensiva liveframträdanden, där de blandar sång och dans med akrobater, gästframträdanden, och inslag av traditionell japansk kultur.

## Medlemmar
| Namn                         | Födelsedatum | Medlemsfärg | Anteckningar      |
| ---------------------------- | ------------ | ----------- | ----------------- |
| Kanako Momota (百田 夏菜子?) | 12 juli 1994 | Röd         | Ledare            |
| Shiori Tamai (玉井 詩織?)    | 4 juni 1995  | Gul         | Smeknamn: Shiorin |
| Ayaka Sasaki (佐々木 彩夏?)  | 11 juni 1996 | Rosa        | Smeknamn: Ārin    |
| Reni Takagi (高城 れに?)     | 21 juni 1993 | Lila        | Tidigare ledare   |

### Tidigare medlemmar
| Namn                        | Födelsedatum | Medlemsfärg | Anteckningar     |
| --------------------------- | ------------ | ----------- | ---------------- |
| Akari Hayami (早見 あかり?) | 17 mars 1995 | Blå         | Smeknamn: Akarin |
| Momoka Ariyasu (有安 杏果?) | 15 mars 1995 | Grön        | Kortaste medlem  |

Andra
- Runa Yumikawa (弓川留奈?); född 4 februari 1994 (31 år)
- Tsukina Takai (高井 つき奈?); född 6 juli 1995 (29 år)
- Miyū Wagawa (和川 未優?); född 19 december 1993 (31 år)
- Manami Ikura (伊倉 愛美?); född 4 februari 1994 (31 år)
- Sumire Fujishiro (藤白 すみれ?); född 8 maj 1994 (30 år)
- Yukina Kashiwa (柏 幸奈?); född 12 augusti 1994 (30 år)

## Diskografi

### Singlar
- Momoiro Punch (ももいろパンチ Momoiro Panchi)
- Mirai e Susume! (未来へススメ！)
- Ikuze! Kaitō Shōjo (行くぜっ！怪盗少女)
- Pinky Jones (ピンキージョーンズ)
- Mirai Bowl / Chai Maxx (ミライボウル/Chai Maxx Mirai Bōru / Chai Makkusu)
- Z Densetsu ~Owarinaki Kakumei~ (Z伝説 ～終わりなき革命～)
- D' no Junjō (D'の純情)
- Rōdō Sanka (労働賛歌)
- Mōretsu Uchū Kōkyōkyoku. Dai Nana Gakushō "Mugen no Ai" (猛烈宇宙交響曲・第七楽章「無限の愛」)
- Otome Sensō (Z女戦争)
- Nippon Egao Hyakkei (ニッポン笑顔百景)
- Saraba, Itoshiki Kanashimitachi yo (サラバ、愛しき悲しみたちよ)
- GOUNN
- Naitemo Iindayo (泣いてもいいんだよ)
- MOON PRIDE
- Yume no Ukiyo ni Saitemina (夢の浮世に咲いてみな) - i samarbete med Kiss.
- Seishunfu (青春賦)
- [Z] no Chikai (「Z」の誓い)
- The Golden History (ザ・ゴールデン・ヒストリー)
- BLAST

### .Album
| N° | Titel                                                            | Utgivningsdatum  | Topplacering               | Certifiering (RIAJ) |
| N° | Titel                                                            | Utgivningsdatum  | Oricon Weekly Albums Chart | Certifiering (RIAJ) |
| -- | ---------------------------------------------------------------- | ---------------- | -------------------------- | ------------------- |
| 1  | Battle and Romance (バトル アンド ロマンス Batoru ando Romansu?) | 27 juli 2011     | 3                          | Gold                |
| 2  | 5th Dimension (5TH DIMENSION Fifusu Dimenshon?)                  | 10 april 2013    | 1                          | Platinum            |
| 3  | Amaranthus (AMARANTHUS Amaransasu)                               | 17 februari 2016 | 2                          |                     |
| 4  | Hakkin no Yoake (白金の夜明け)                                   | 17 februari 2016 | 1                          |                     |

### Video

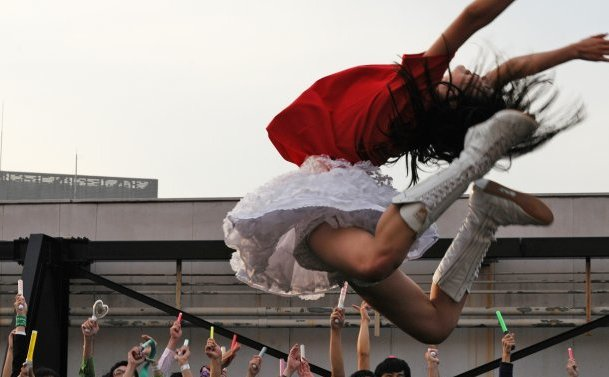
"Ikuze! Kaitō Shōjo"

| N°                  | Titel                                                             |
| Oberoende skivbolag | Oberoende skivbolag                                               |
| ------------------- | ----------------------------------------------------------------- |
| 1                   | "Momoiro Punch"                                                   |
| 2                   | "Mirai e Susume!"                                                 |
| Stor skivbolag      |                                                                   |
| 1                   | "Ikuze! Kaitō Shōjo"                                              |
| 2                   | "Pinky Jones"                                                     |
| 2                   | "Coco Natsu" (ココ☆ナツ?)                                         |
| 2                   | "Kimi to Sekai" (キミとセカイ?)                                   |
| 3                   | "Mirai Bowl"                                                      |
| 3                   | "Chai Maxx"                                                       |
| 4                   | "Z Densetsu ~Owarinaki Kakumei~"                                  |
| 5                   | "D' no Junjō"                                                     |
| 6                   | "Rōdō Sanka"                                                      |
| 6                   | "Santa-san" (サンタさん?)                                         |
| 7                   | "Mōretsu Uchū Kōkyōkyoku. Dai Nana Gakushō „Mugen no Ai“"         |
| 8                   | "Otome Sensō"                                                     |
| 8                   | "PUSH"                                                            |
| 8                   | "Mite Mite Kocchichi" (みてみて☆こっちっち?) (koreografisk video) |
| 9                   | "Saraba, Itoshiki Kanashimitachi yo"                              |
| 9                   | "Wee-Tee-Wee-Tee"                                                 |